# تشارلز غارنييه (مجدف)
تشارلز غارنييه (بالفرنسية: Charles Garnier)‏ هو مجدف فرنسي، ولد في 9 أكتوبر 1887 في نوجينت سور مارن في فرنسا، وتوفي في 21 ديسمبر 1963 في Monthyon ‏ في فرنسا.

## وصلات خارجية
- تشارلز غارنييه على موقع الاتحاد الدولي للتجديف (الإنجليزية)
- تشارلز غارنييه على موقع اللجنة الأولمبية الدولية (الإنجليزية)
- تشارلز غارنييه على موقع أوليمبيديا (الإنجليزية)